# Gruppo di NGC 2347
Il Gruppo di NGC 2347 comprende almeno otto galassie situate nella costellazione della Giraffa.

## Descrizione
La distanza media tra il centro di massa di questo gruppo e la nostra Via Lattea è di circa 214 milioni di anni luce (65,5 Mpc).

## Membri
Nella tabella sottostante sono riportati gli otto membri del gruppo indicati da Garcia nel suo articolo del 1993.
| Nome     | Classificazione | Tipo                | RA (J2000.0)  | DEC (J2000.0) | Velocità radiale (km/s) | Magnitudine apparente | Distanza (Mpc) | Dimensioni (kal) |
| -------- | --------------- | ------------------- | ------------- | ------------- | ----------------------- | --------------------- | -------------- | ---------------- |
| NGC 2347 | (R')SA(r)b?     | Spirale             | 07h 16m 03.7s | 64° 42′ 32″   | 4425 ± 2                | 12,5                  | 65,7 ± 4,6     | 125              |
| IC 2179  | E1-2            | Ellittica           | 07h 15m 32.3s | 64° 55′ 34″   | 4336 ± 49               | 12,4                  | 64,5 ± 4,6     | 68               |
| UGC 3606 | Sdm             | Spirale magellanica | 06h 57m 50.2s | 63° 41′ 30″   | 3988 ± 3                | 14,16                 | 59,3 ± 4,2     | 89               |
| UGC 3642 | SA0^0^          | Lenticolare         | 07h 04m 20.3s | 64° 01′ 13″   | 4497 ± 6                | 11,27 ± 0,04          | 66,9 ± 4,4     | 97               |
| UGC 3660 | SABa?           | Spirale intermedia  | 07h 06m 34.8s | 63° 50′ 56″   | 4264 ± 6                | 13,11                 | 63,4 ± 4,4     | 80               |
| UGC 3764 | Sa              | Spirale             | 07h 16m 52.7s | 67° 06′ 40″   | 4118 ± 7                | 12,35                 | 61,2 ± 4,3     | 69               |
| UGC 3850 | (R')SAB(s)a     | Spirale intermedia  | 07h 28m 15.0s | 63° 15′ 20″   | 4710 ± 3                | 13,45                 | 70,2 ± 4,9     | 116              |
| UGC 3886 | SA(s)c          | Spirale             | 07h 31m 27.0s | 62° 27′ 25″   | 4883 ± 3                | 11,913 ± 0,007a       | 72,9 ± 5,1     | 87               |

- a Nel vicino infrarosso.

Il sito DeepskyLog permette di trovare agevolmente le costellazioni in cui sono situate le galassie; in alternativa si possono utilizzare le coordinate delle galassie per individuarle. Se non altrimenti indicato, le coordinate sono quelle fornite dal sito NASA/IPAC (National Aeronautics and Space Administration / Infrared Processing and Analysis Center).